# Колумбійсько-еквадорські відносини

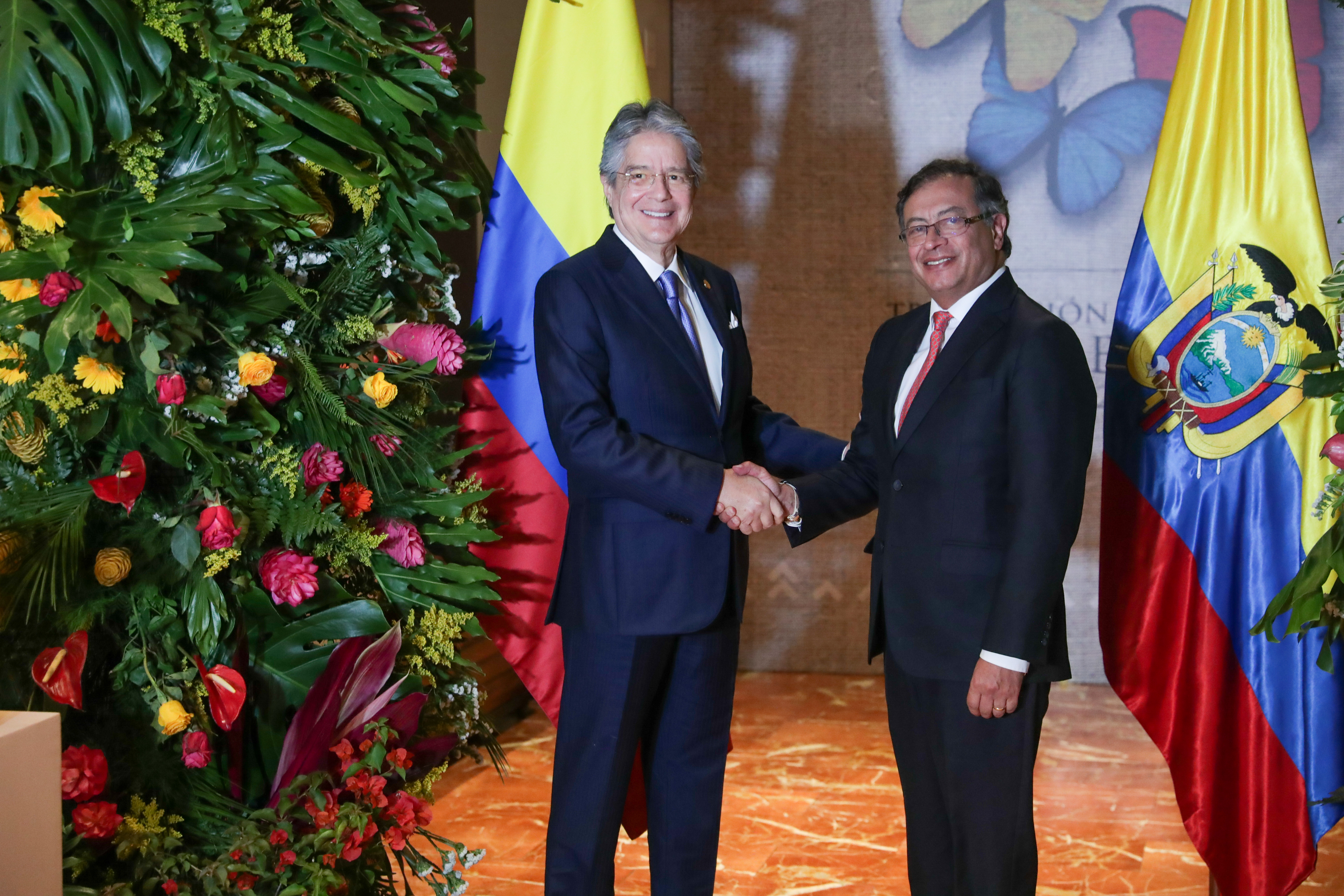
Президенти Гільєрмо Лассо та Густаво Петро у 2022 році.

Колумбійсько-еквадорські відносини - двосторонні дипломатичні відносини між Колумбією та Еквадором. Протяжність державного кордону між країнами становить 708 км.

## Історія
З 1819 рік по 1831 рік Колумбія, Венесуела і Еквадор входили до складу єдиної держави Велика Колумбія. Після розпаду Великої Колумбії частина території Еквадору увійшла до складу Республіки Нова Гранада, яка перестала існувати в 1858 році. Дипломатичне представництво Еквадору в Новій Гранаді (Колумбія) відкрито в 1837 році. Лише в 1939 році Еквадор підвищив статус дипломатичного представництва до офіційного посольства. Колумбія зробила те саме наступного 1940 року. Обидві країни мали територіальні конфлікти. 
У березні 2008 року Колумбія здійснила рейд, під час якого вбито одного з лідерів ФАРК Рауля Рейеса. Керівництво Еквадору розцінило військову акцію як недружню й у відповідь ця країна розірвала дипломатичні відносини з Колумбією (їх відновлено в листопаді 2011 року).
25 листопада 2013 року президент Еквадору Рафаель Корреа відвідав Колумбію з державним візитом. У ході візиту президент Колумбії Хуан Мануель Сантос зробив заяву, що ще ніколи відносини між цими двома країнами не були такими близькими як зараз.

## Дипломатичні представництва
- Колумбія має посольство в Кіто, а також генеральні консульства в Гуаякілі, Тулькані, Санто-Домінго, Нуева-Лоха і Есмеральдас.
- Еквадор містить посольство в Боготі, а також генеральні консульства в Барранкільї, Калі, Картахені, Іпіалесі, Медельїні і Попаяні.